# Rogil
Rogil ist eine Ortschaft und eine Gemeinde im Süden Portugals, an der West-Algarve. Ihre Küste gehört zum Naturpark Parque Natural do Sudoeste Alentejano e Costa Vicentina.

## Geschichte
Funde belegen eine Besiedlung der Gegend seit der Altsteinzeit.
Der heutige Ort Rogil entwickelte sich erst spät. 1889 zählte man im heutigen Gemeindegebiet etwa 40 Häuser, verstreut auf verschiedenen Hügeln. Rogil entwickelte sich dabei im weiteren Verlauf zur größten Ortschaft, mit 19 Haushalten im Jahr 1911 und über 50 im Jahr 1949.
1898 wurde der zwischenzeitlich aufgelöste Kreis Aljezur wieder eigenständig, mit den Gemeinden Aljezur, Bordeira und Odeceixe. Rogil gehörte zur Gemeinde Aljezur. Im Jahr 1993 wurde Rogil schließlich eine eigenständige Gemeinde im Kreis Aljezur.

## Verwaltung
Rogil ist Sitz einer gleichnamigen Gemeinde (Freguesia) im Kreis (Concelho) von Aljezur im Distrikt Faro. Sie hat eine Fläche von 35,0 km² und 1165 Einwohnern (Stand 19. April 2021).
Folgende Ortschaften liegen in der Gemeinde Rogil:
| - Azia - Baía de Tiros - Bemparece - Brejo do Fundo - Cabeço de Águia - Camarate - Carrascalinho | - Esteveirinha - Estrada da Esteveira - Estrada Nova - Maria Vinagre - Rogil - Saltador - Seiceira |

Rogil hat zwei Strände:
- Praia de Vale dos Homens
- Praia da Carreagem